# Donnelly Rhodes
Donnelly Rhodes (ur. 4 grudnia 1937 w Winnipeg, zm. 8 stycznia 2018 w Maple Ridge) – kanadyjski aktor telewizyjny.

## Filmografia

### Filmy fabularne
- 1967: Pojedynek w Abilene (Gunfight in Abilene) jako Joe Slade
- 1969: Butch Cassidy i Sundance Kid (Butch Cassidy and the Sundance Kid) jako Macon
- 1982: Lot 90: Katastrofa na Potomak (Flight 90: Disaster on the Potomac) jako Arland Williams

### Seriale TV
- 1960: Maverick jako Cain
- 1965: Doktor Kildare (Dr. Kildare) jako Chris McKenna
- 1967: Tarzan jako Hank
- 1968: Mission: Impossible jako Raymond Barret
- 1969: Mission: Impossible jako Lou Merrick
- 1972: Mission: Impossible jako Joel Morgan
- 1974–75: Żar młodości (The Young and the Restless ) jako Phillip Chancellor
- 1983: Magnum (Magnum, P.I.) jako Wilson Arthur MacLeish
- 1985–90: Niebezpieczna zatoka (Danger Bay) jako dr Grant Roberts
- 1987: Airwolf jako Tony Santini
- 1994: Z Archiwum X (The X-Files) jako Jim Parker
- 1996: Po tamtej stronie (The Outer Limits) jako Senator
- 1996: Z Archiwum X (The X-Files) jako Generał Francis
- 1997: Millenium jako Peter Dumont
- 1997: Po tamtej stronie (The Outer Limits) jako Generał James Eiger
- 1998: Millenium jako szeryf Fritz Neuenschwander
- 2004–2009: Battlestar Galactica jako Doktor Cottle
- 2005: Nie z tego świata (Supernatural) jako Shaw
- 2008: Tajemnice Smallville (Smallville) jako Milash